# Sárgaréz

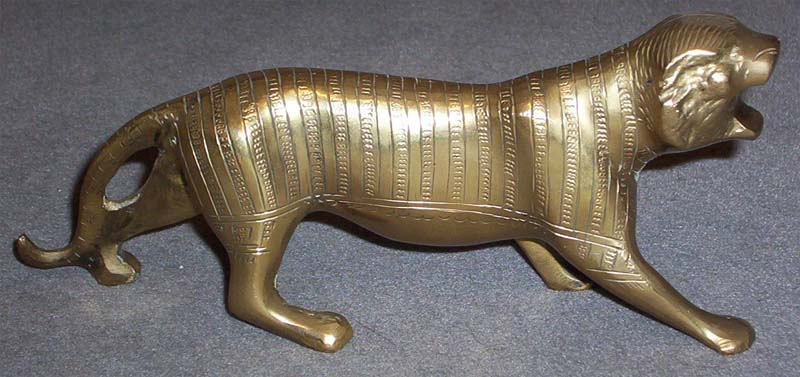
Sárgaréz-öntvény figura

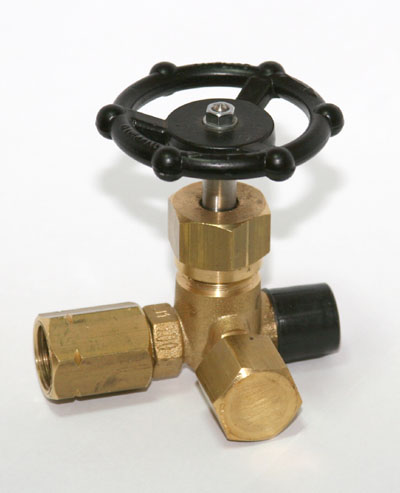
Sárgaréz manométerszelep

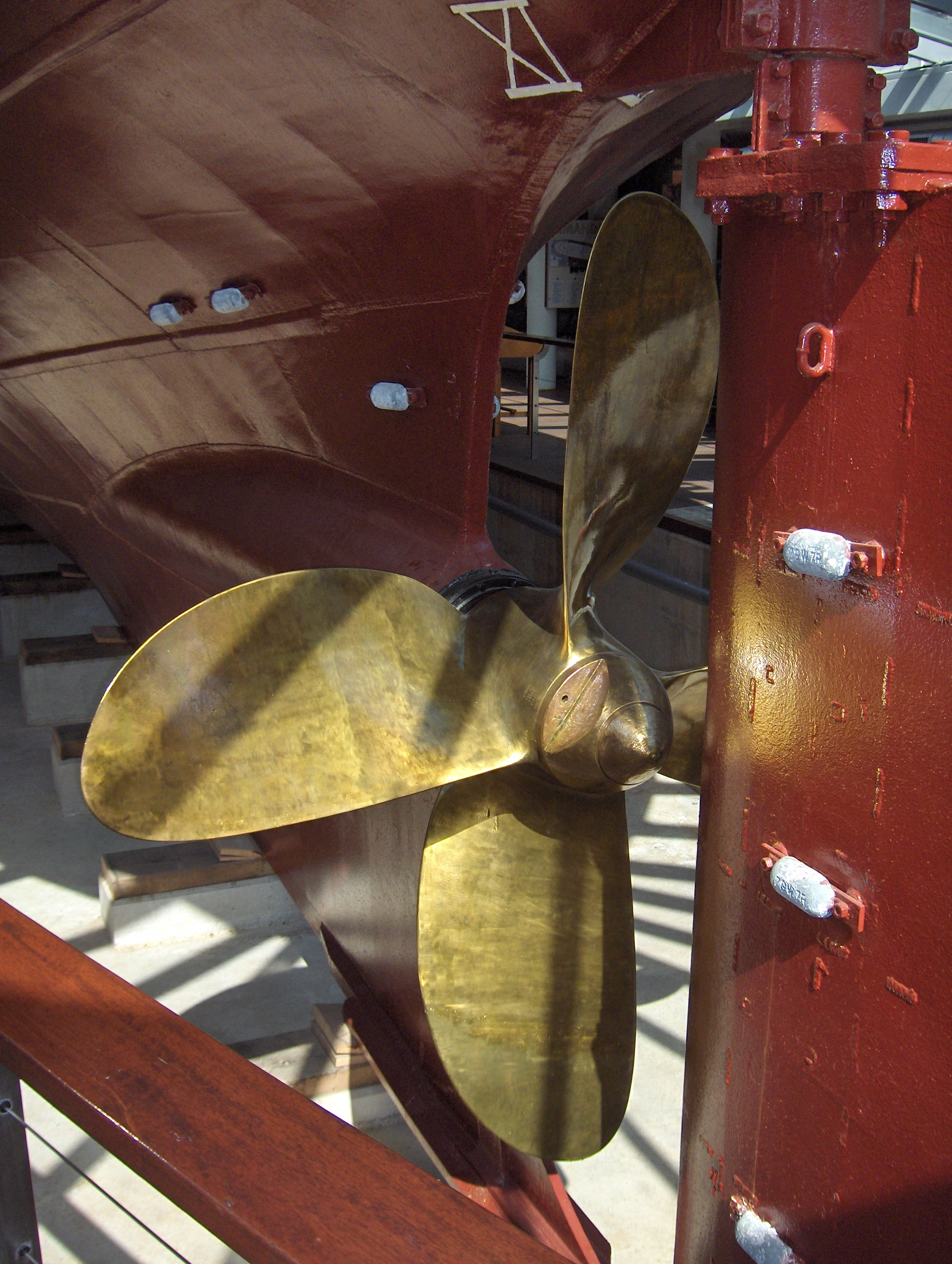
A holland Amandine hajó csavarja

A sárgaréz a réz és a cink ötvözete. 1–7% cink csak halványvörössé, 7–14% cink vöröses-sárgává, 14-17% cink pedig tiszta sárgává változtatja a vörösréz színét. Egészen 30%-ig az ötvözet sárga marad, majd 30%-on túl újra vörösödni kezd úgy, hogy a fele-fele cinket és rezet tartalmazó ötvözet aranysárga. 50%-on túl az ötvözet fehéredni kezd: mindinkább a cink színét ölti fel. Hidegen akkor a legnyújthatóbb a sárgaréz, ha 15–20% cinket tartalmaz; ez az ötvözet melegen nem munkálható meg. Ha a cinktartalom 35–40%, az ötvözet melegen és hidegen egyaránt nyújtható. Még több cinkkel a nyújthatóság rohamosan csökken, de a 70–90% cinktartalmú fém újra nyújtható, de már csak izzó állapotban. Akkor a legkeményebb a sárgaréz, ha benne 28,5% cink van.
Az iparban igen sokféle sárgarezet használnak. A rézfúvós hangszereket olyan sárgarézlemezből gyártják, amelyben 19–21% cink és 81–79% réz van; igen jó a 22–30% cinket tartalmazó rézlemez is. A közönséges játékárukhoz használt sárgarézlemez cinktartalma 30-40%; ilyen ötvözetekből gyártják a sárgarézhuzalt is. Az öntött sárgaréz rendesen 35-45% cinket tartalmaz; minél több benne a cink, az öntvény annál jobban zsugorodik és annál porózusabb.
Az öntvény szilárdabb lesz, ha az ötvözethez ónt adnak. Ón- és ólomtartalmú sárgarézből szobrokat is öntenek. Tombaknak nevezik a sárgaréznek azt a fajtáját, melynek cinktartalma a 18%-ot nem haladja meg. Nevezik vörösötvözetnek is. A különleges sárgaréz-fajtákhoz tartozik még a mannheimi arany vagy szimilor, a chrysosalk, a pinchbeak, az oreid, a talmi arany, a Tissier-féle fém és a Tournay-féle fém. A talmi arany aranytartalmú sárgaréz, melynek legfinomabb fajtáját 89,88% rézből, 9,32% aranyból készítik. A Tissier-fémben 97% réz, 2% cink és 1% arzén van, a Tournay-fém pedig 82,54% rezet és 17,46% cinket tartalmaz. Ezeket a speciális sárgarézfajtákat rendszerint díszműáruk készítésére használják. A fehér színű sárgarézhez tartozik a birmingham-platina (46,5% réz, 53,5% cink), a Bath-fém (55% réz és 45% cink) és a Sorel-féle ötvözet 1-10 réz, 98-80 rész cink és 1-10 rész vas). Ezekből rendesen gombokat, botfogantyúkat és teáskannákat gyártanak.
Hagyományosan a sárgarezet rendszerint tégelyekben ömlesztik meg. Az előmelegített tégelybe a rezet és cinket váltakozó rétegben rakják be és néha hulladék sárgarezet is kevernek a két fém közé. Végül a betétet a cinkpárolgás megakadályozására szénporral befedik és a tégelyt a kemencébe állítják. Az olvasztáskor a cink egy része (5-8%) a legnagyobb elővigyázat mellett is elég, úgyhogy erre számítani kell, ha határozott összetételű ötvözet készítése a cél.

## Szabványos magyar sárgarezek
| Anyagminőség            | Anyagminőség      | Srö 60                                                                           | Srö 63                                                  | Srö 67                                             | Sr 60 h                                   | Sr 63 h                     |
| ----------------------- | ----------------- | -------------------------------------------------------------------------------- | ------------------------------------------------------- | -------------------------------------------------- | ----------------------------------------- | --------------------------- |
| Összetétel %            | Cu                | 59-61                                                                            | 62-65                                                   | 66-69                                              | 59-62                                     | 62-65                       |
| Összetétel %            | Cu+Zn legalább    | 95                                                                               | 97                                                      | 97                                                 | 95                                        | 97                          |
| Szennyezők legfeljebb % | Pb                | 3,0                                                                              | 3,0                                                     | 3,0                                                | 2,5                                       | 2,5                         |
| Szennyezők legfeljebb % | Sn                | 1,2                                                                              | 1,0                                                     | 1,0                                                | 1,5                                       | 1,0                         |
| Szennyezők legfeljebb % | Mn                | 0,2                                                                              | 0,2                                                     | 0,1                                                | 0,5                                       | 0,5                         |
| Szennyezők legfeljebb % | Fe                | 1,2                                                                              | 1,0                                                     | 1,0                                                | 0,5                                       | 0,5                         |
| Szennyezők legfeljebb % | Al                | -                                                                                | -                                                       | -                                                  | 0,15                                      | 0,05                        |
| Szennyezők legfeljebb % | Összes legfeljebb | 5,0                                                                              | 3,0                                                     | 3,0                                                | 5,0                                       | 3,0                         |
| Felhasználás            | Felhasználás      | Kereskedelmi öntvény dísz minőségi követelmény nélkül homok- és nyomásos öntésre | Egyszerű csap, nyomásálló szerelvény. Csak homoköntésre | Nyomástartó víz-, gáz-, gőzcsap. Csak homoköntésre | Nyomás alá nem kerülő öntött alkatrészek. | Nyomásálló szerelvényekhez. |

| Anyagminőség               | Anyagminőség               | Sr 58 h                                       | Sr A 58                                       | Sr 60                                            | Sr 60                                            | Sr 63                                                             | Sr 63                                                             | Sr 63                                                                   | Sr 72                                                                   | Sr 80                               | Sr 90                                                 |
| -------------------------- | -------------------------- | --------------------------------------------- | --------------------------------------------- | ------------------------------------------------ | ------------------------------------------------ | ----------------------------------------------------------------- | ----------------------------------------------------------------- | ----------------------------------------------------------------------- | ----------------------------------------------------------------------- | ----------------------------------- | ----------------------------------------------------- |
| Összetétel                 | Cu %                       | 58±2                                          | 58±1,5                                        | 60-1+2                                           | 60-1+2                                           | 60-1+2                                                            | 60-1+2                                                            | 60-1+2                                                                  | 72±1                                                                    | 80                                  | 90                                                    |
| Összetétel                 | Egyéb %                    | Pb: 2±1                                       | Pb: 2-1+0,5                                   | -                                                | -                                                | -                                                                 | -                                                                 | -                                                                       | -                                                                       | -                                   | -                                                     |
| Szilárdsági jellemző       | Állapot                    | rúd                                           | rúd                                           | rúd                                              | cső                                              | lemez                                                             | rúd                                                               | cső                                                                     | lemez                                                                   | lemez                               | lemez                                                 |
| Rm N/mm²                   | lágy                       | 380                                           | 370                                           | 340                                              | 340                                              | 290                                                               | 290                                                               | 290                                                                     | 280                                                                     | 260                                 | 240                                                   |
| Rm N/mm²                   | félkemény                  | -                                             | 440                                           | 410                                              | 400                                              | 350                                                               | -                                                                 | 350                                                                     | 350                                                                     | 300                                 | 270                                                   |
| Rm N/mm²                   | kemény                     | -                                             | 510                                           | 480                                              | 450                                              | 410                                                               | 410                                                               | 410                                                                     | 410                                                                     | 360                                 | 330                                                   |
| Rm N/mm²                   | rugókemény                 | -                                             | -                                             | -                                                | -                                                | 520                                                               | -                                                                 | -                                                                       | -                                                                       | -                                   | -                                                     |
| Rm N/mm²                   | különleges rugókemény      | -                                             | -                                             | -                                                | -                                                | 600                                                               | -                                                                 | -                                                                       | -                                                                       | -                                   | -                                                     |
| δ10 %                      | lágy                       | 5                                             | 25                                            | 30                                               | 28                                               | 45                                                                | 45                                                                | 40                                                                      | 46                                                                      | 38                                  | 38                                                    |
| δ10 %                      | félkemény                  | -                                             | 10                                            | 18                                               | 20                                               | 25                                                                | -                                                                 | 25                                                                      | 28                                                                      | 24                                  | 20                                                    |
| δ10 %                      | kemény                     | -                                             | 5                                             | 10                                               | 15                                               | 10                                                                | 18                                                                | 15                                                                      | 12                                                                      | 12                                  | 10                                                    |
| HB                         | lágy                       | -                                             | -                                             | -                                                | -                                                | 65                                                                | -                                                                 | -                                                                       | 60                                                                      | 60                                  | 55                                                    |
| HB                         | félkemény                  | -                                             | -                                             | -                                                | -                                                | 75                                                                | -                                                                 | -                                                                       | 75                                                                      | 75                                  | 70                                                    |
| HB                         | kemény                     | -                                             | -                                             | -                                                | -                                                | 95                                                                | -                                                                 | -                                                                       | 95                                                                      | 95                                  | 90                                                    |
| HB                         | rugókemény                 | -                                             | -                                             | -                                                | -                                                | 140                                                               | -                                                                 | -                                                                       | -                                                                       | -                                   | -                                                     |
| HB                         | különleges rugókemény      | -                                             | -                                             | -                                                | -                                                | 170                                                               | -                                                                 | -                                                                       | -                                                                       | -                                   | -                                                     |
| Technológiai tulajdonságok | Technológiai tulajdonságok | Korrózióálló, jól sajtolható és forgácsolható | Korrózióálló, jól sajtolható és forgácsolható | Jól sajtolható kis vágósebességgel forgácsolható | Jól sajtolható kis vágósebességgel forgácsolható | Meleg és hideg alakíthatóság jó. Kristályközi korrózióra hajlamos | Meleg és hideg alakíthatóság jó. Kristályközi korrózióra hajlamos | Meleg és hideg alakíthatóság jó. Kristályközi korrózióra kissé hajlamos | Meleg és hideg alakíthatóság jó. Kristályközi korrózióra kissé hajlamos | Meleg és hideg alakíthatóság kitűnő | Meleg és hideg alakíthatóság kitűnő. Jól zománcozható |

| Anyagminőség | Anyagminőség | öKSr 50                                           | öKSr 54                          | öKSr 57                                                               | öKSr Si 4                                         | öKSr Pb 4           | öKSrMn 4                                                                                | öKSr Al 2                                                                     | öKSr Al 6                        |
| --- | ------------ | ------------------------------------------------- | -------------------------------- | --------------------------------------------------------------------- | ------------------------------------------------- | ------------------- | --------------------------------------------------------------------------------------- | ----------------------------------------------------------------------------- | -------------------------------- |
| Összetétel | Cu %         | 50-59                                             | 51-57                            | 54-60                                                                 | 79-81                                             | 79-81               | 53-58                                                                                   | 53-56                                                                         | 65-67                            |
| Összetétel | Fe %         | -                                                 | 0,5-1,5                          | 0-2                                                                   | 0,3-0,6                                           | 0-0,6               | 0,5-1,5                                                                                 | 0,7-2,0                                                                       | 2,4                              |
| Összetétel | Mn %         | -                                                 | 3-4                              | 1-3                                                                   | -                                                 | 0-0,5               | 3-4                                                                                     | 1-2                                                                           | 1,5-2,5                          |
| Összetétel | Al %         | max. 7,5                                          | -                                | 0-2                                                                   | -                                                 | -                   | 0,6-1,5                                                                                 | 1,2-2                                                                         | 6-7                              |
| Összetétel | Si %         | -                                                 | -                                | 0-0,5                                                                 | 1,5-4,5                                           | -                   | -                                                                                       | -                                                                             | -                                |
| Összetétel | Pb %         | -                                                 | -                                | -                                                                     | 0,1-0,5                                           | 1-4,5               | 0-1,0                                                                                   | -                                                                             | -                                |
| Összetétel | Ni %         | -                                                 | -                                | -                                                                     | 0-0,2                                             | -                   | -                                                                                       | 1-2-                                                                          | -                                |
| Összetétel | Zn %         | a többi                                           | a többi                          | a többi                                                               | a többi                                           | a többi             | a többi                                                                                 | a többi                                                                       | a többi                          |
| szennyezők összesen legfeljebb 1,2%; ezen belül As max. 0,03%, Sb max. 0,03%, Bi max. 0,02%, P max. 0,10%, S max. 0,02% |              |                                                   |                                  |                                                                       |                                                   |                     |                                                                                         |                                                                               |                                  |
| Rm N/mm2 | Rm N/mm2     | 300-600                                           | min. 450                         | min. 500                                                              | min. 300                                          | min. 300            | 400-450                                                                                 | min. 450                                                                      | min. 600                         |
| δ10 % | δ10 %        | 40-10                                             | min. 15                          | min. 5                                                                | min. 10                                           | 8-5                 | 15-10                                                                                   | 12-8                                                                          | min. 8                           |
| HB | HB           | 90-120                                            | min. 125                         | min. 125                                                              | 90-110                                            | 80-100              | 90-100                                                                                  | min. 90                                                                       | min.150                          |
| Felhasználás | Felhasználás | Szivattyú és gépalkatrészek tengervízálló öntvény | Hajócsavar fogaskerék szerelvény | 300 °C-ig és 100 barig nyomásálló alkatrészek jármű- és hajóépítésben | Öntött szerelvény és alkatrész például fogaskerék | Csapágy csúszópofák | Hajógép- alkatrészek, hajócsavar 300 °C és 100 bar alatt működő korrózióálló szerelvény | Korrózióálló gépalkatrész, tengerjáró hajók és nagyszilárdságú gépalkatrészek | Nyomócsavarok anyák csigakerekek |